# Шиппенсбург-Юніверсіті (Пенсільванія)
Шиппенсбург-Юніверсіті (англ. Shippensburg University) — переписна місцевість (CDP) в США, в окрузі Камберленд штату Пенсільванія. Населення — 1890 осіб (2020).

## Географія
Шиппенсбург-Юніверсіті розташований за координатами 40°3′42″ пн. ш. 77°31′19″ зх. д. / 40.06167° пн. ш. 77.52194° зх. д. (40.061708, -77.522028).  За даними Бюро перепису населення США в 2010 році переписна місцевість мала площу 0,72 км², з яких 0,72 км² — суходіл та 0,00 км² — водойми.

## Демографія
Згідно з переписом 2010 року, у переписній місцевості мешкало 2625 осіб у 69 домогосподарствах у складі 7 родин. Густота населення становила 3627 осіб/км².  Було 80 помешкань (111/км²).
Расовий склад населення:
| - 85,7 % — білих - 10,0 % — чорних або афроамериканців - 1,2 % — азіатів - 0,1 % — корінних американців |

До двох чи більше рас належало 2,5 %. Частка іспаномовних становила 3,4 % від усіх жителів.
За віковим діапазоном населення розподілялося таким чином: 0,2 % — особи молодші 18 років, 99,8 % — особи у віці 18—64 років, 0,0 % — особи у віці 65 років та старші. Медіана віку мешканця становила 19,7 року. На 100 осіб жіночої статі у переписній місцевості припадало 96,9 чоловіків;  на 100 жінок у віці від 18 років та старших — 96,9 чоловіків також старших 18 років.
Цивільне працевлаштоване населення становило 930 осіб. Основні галузі зайнятості: освіта, охорона здоров'я та соціальна допомога — 43,3 %, мистецтво, розваги та відпочинок — 29,2 %, роздрібна торгівля — 18,2 %.